# ブレーマーハーフェン市電
ブレーマーハーフェン市電（ドイツ語: Straßenbahn Bremerhaven）は、かつて西ドイツ（現：ドイツ）の都市・ブレーマーハーフェンに存在した路面電車。19世紀に開通した馬車鉄道を転換した路線で、最盛期にはブレーマーハーフェン市内各地に路線網を広げていたが、第二次世界大戦後は縮小が続き、1982年までに廃止された。

## 歴史
ブレーマーハーフェン市電の始祖となったのは、1881年6月26日から営業運転を開始した馬車鉄道であった。これは、当時のブレーマーハーフェンにおける居住地の拡大による人口や通勤需要に伴うもので、以降幾度かの延伸が実施された。これらの路線を馬車鉄道から転換する動きは1890年代末から起こり始め、当初は充電池を用いた電車が馬車鉄道と並行して運行されたが、最終的には1908年6月以降、架空電車線方式を用いた路面電車による運行に転換された。

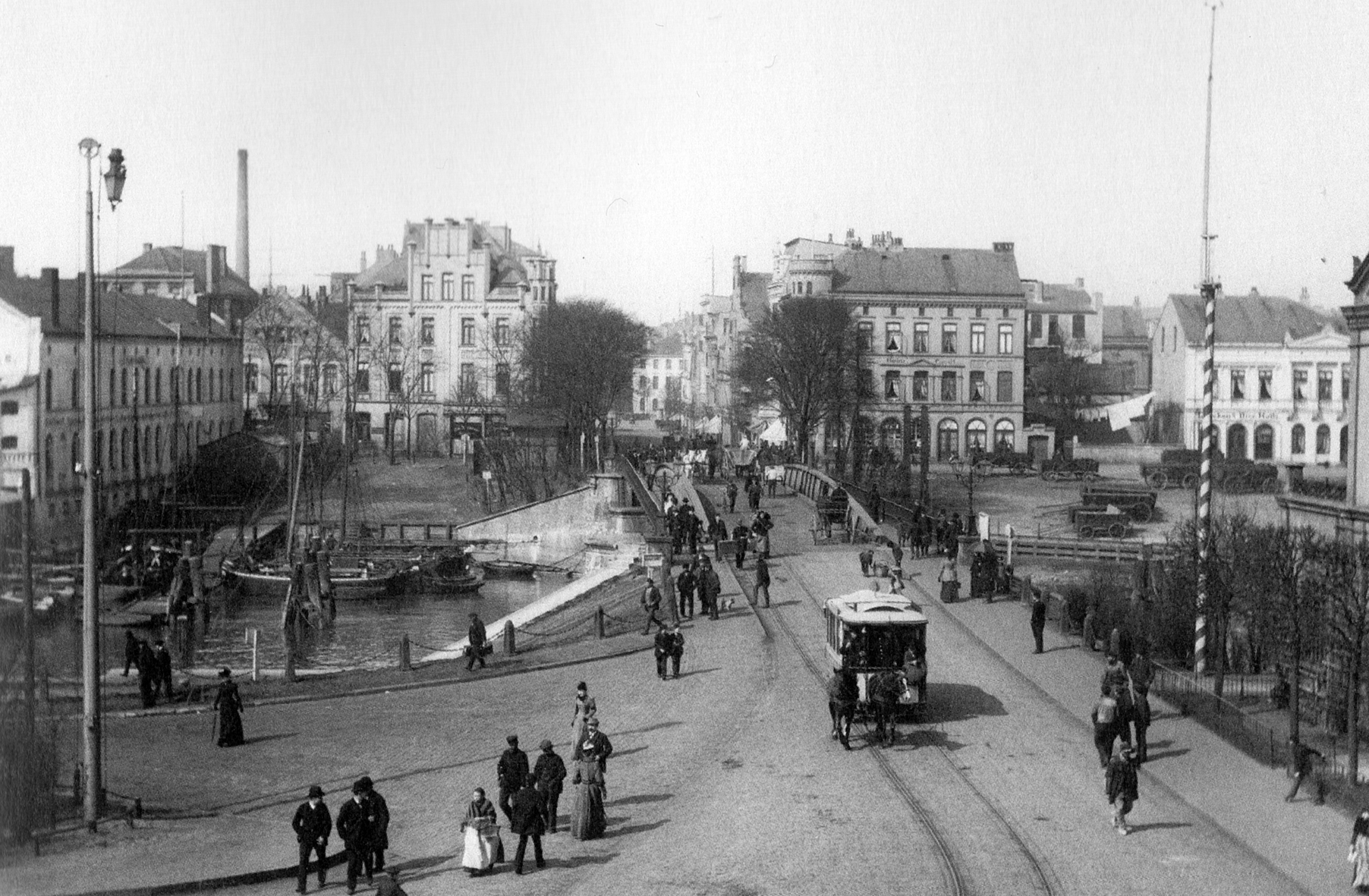
ブレーマーハーフェンの馬車鉄道（1895年撮影）
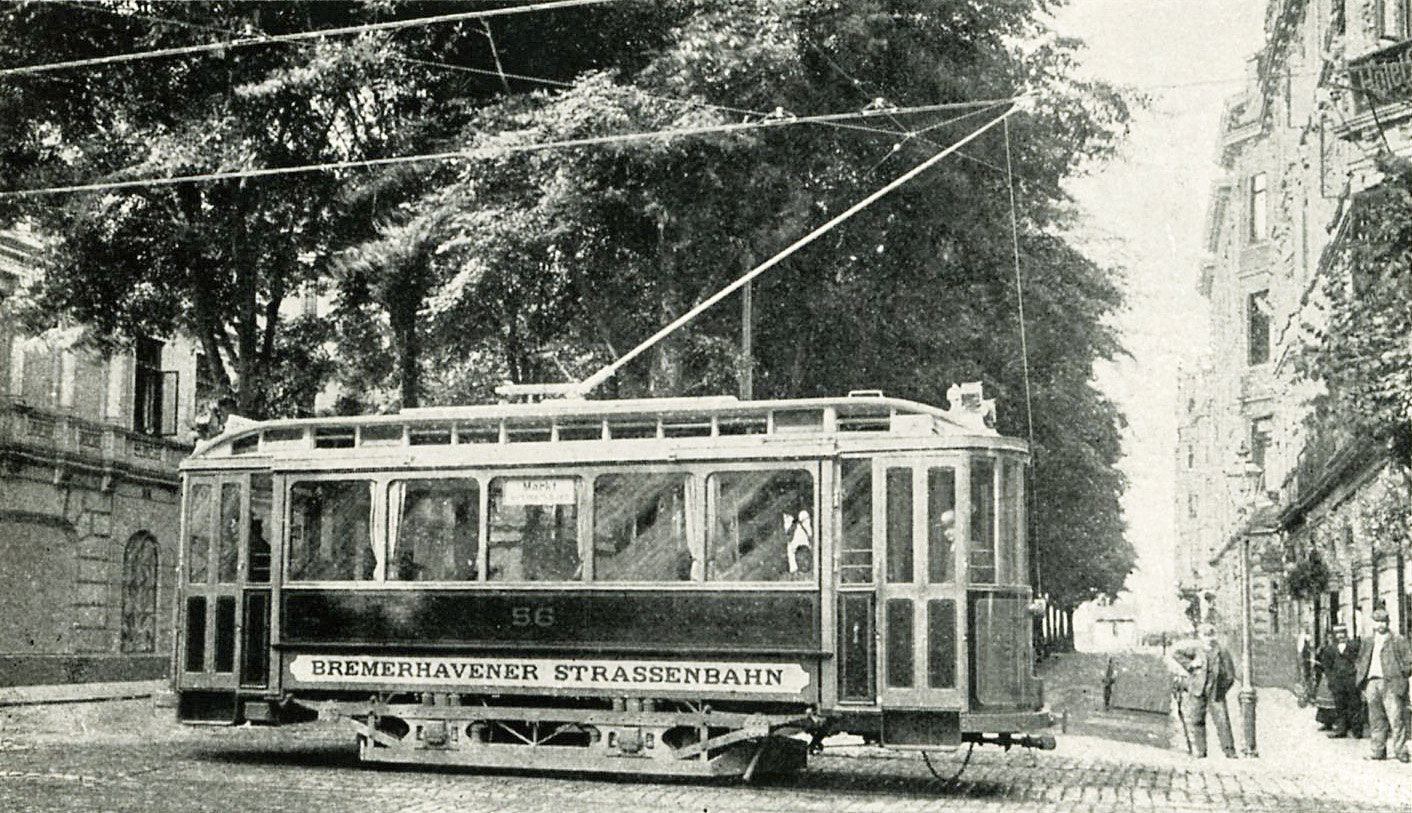
電化当初のブレーマーハーフェン市電（1910年頃撮影）

第一次世界大戦期の人員・電力不足、その後のハイパーインフレーションを経て、1920年代にはブレーマーハーフェン市電の総延長が23.9 kmに達し最大規模の路線網となり、車両の増備も継続的に進められた。だが、第二次世界大戦期には空襲による甚大な被害を受け、全線の復旧は終戦後の1945年9月となった。それ以降、アメリカ管理地区となったブレーマーハーフェン市内を走る路面電車網は利用客が急増し、新型車両の導入と並行して既存の旧型車両の更新工事や他都市からの車両譲渡が精力的に行われた。1949年の時点で、ブレーマーハーフェン市電の総延長は22.5 kmで、臨時系統（E号線）を含めた7系統（1 - 6・E号線）が運行していた。
しかし1950年代以降、ブレーマーハーフェンではモータリーゼーションが進展し、自動車優先の公共交通網の整備が進んだ。その結果、1958年以降路線バスへの置き換えによる路線の縮小が相次ぎ、1960年には総延長16.2 km、2系統（2・3号線）による運行へと縮小し、夕方以降や日曜日の早朝には路線バスによる代行運転が実施される事態となった。更に1964年には3号線にあたる路線の一部廃止による再編に伴い、全長8.98 km、1系統（2号線）のみが残存する状況となった。以降、この区間の維持を目的にした他都市からの譲渡車両の導入や後述する2車体連接車の新造などの近代化が実施されたものの、1970年に減価償却期限にあたる1984年までにブレーマーハーフェン市電を廃止する旨が報告書で示された。これに対する反対運動も起きたが、最終的にはそれよりも早い1982年をもって路面電車路線を全廃する事が決定し、同年7月30日をもって営業運転を終了した。

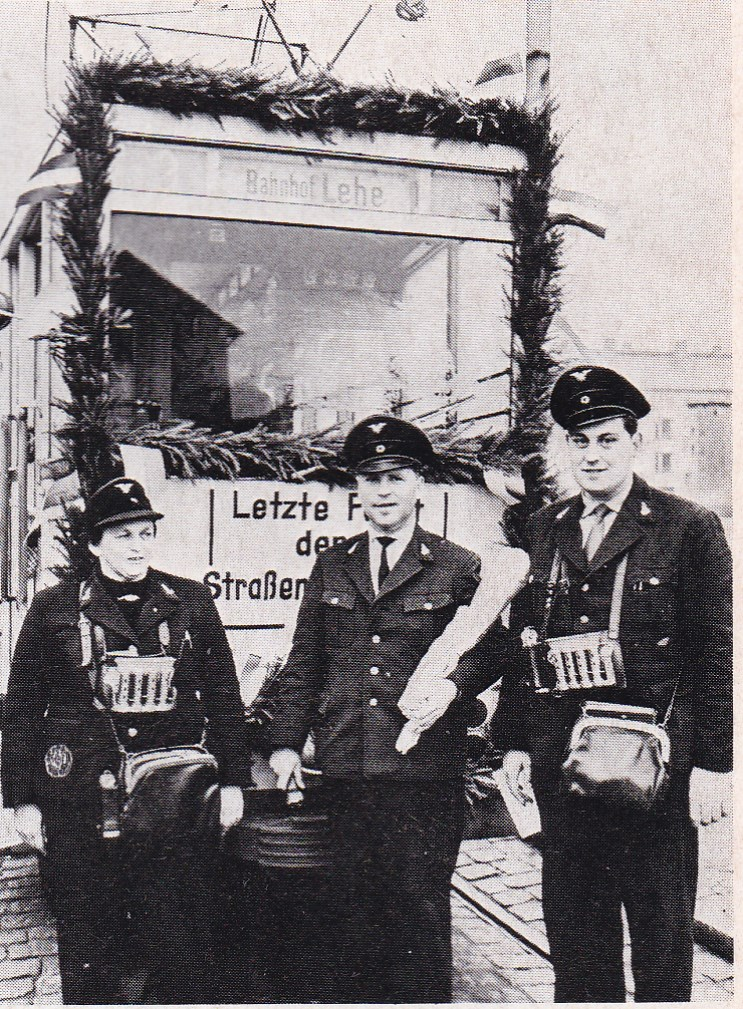
3号線のさよなら運転（1964年撮影）
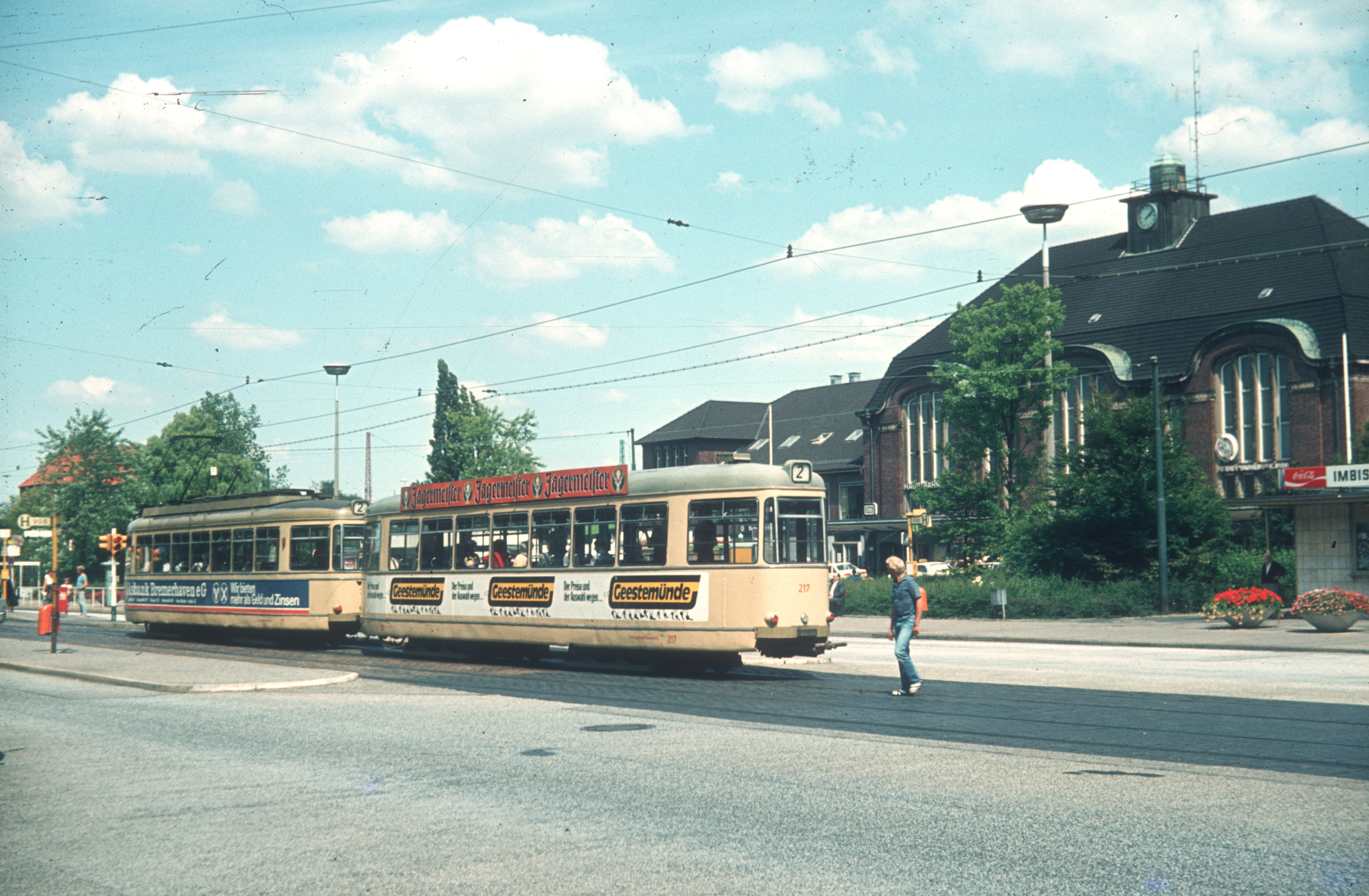
廃止当年のブレーマーハーフェン市電（1982年撮影）

ブレーマーハーフェン市電で使用された車両のうち、2車体連接車のGT4形（電動車）5両およびGB4形（付随車）5両については、同型車両が運行していたブレーメン市電（ブレーメン）への譲渡が行われ、その後更にルーマニアのティミショアラ市電（ティミショアラ）への再譲渡が実施された。また、ハノーファーのハノーファー路面電車博物館には事業用車両の一部が保存されている。一方、同博物館に譲渡された車両のうち電動車2両（71、79）と付随車1両（216）についてはブレーマーハーフェン歴史的価値保存協会（Verein zur Bewahrung der historischen Werte Bremerhavens）が購入し2010年から2012年にかけてブレーマーハーフェンへ移設したものの、保存場所の模索や修繕のための資金確保が難航し、2018年の時点で放置状態が続いている。他にも同年時点で2軸電動車が1両（7）現存している事が確認されている。

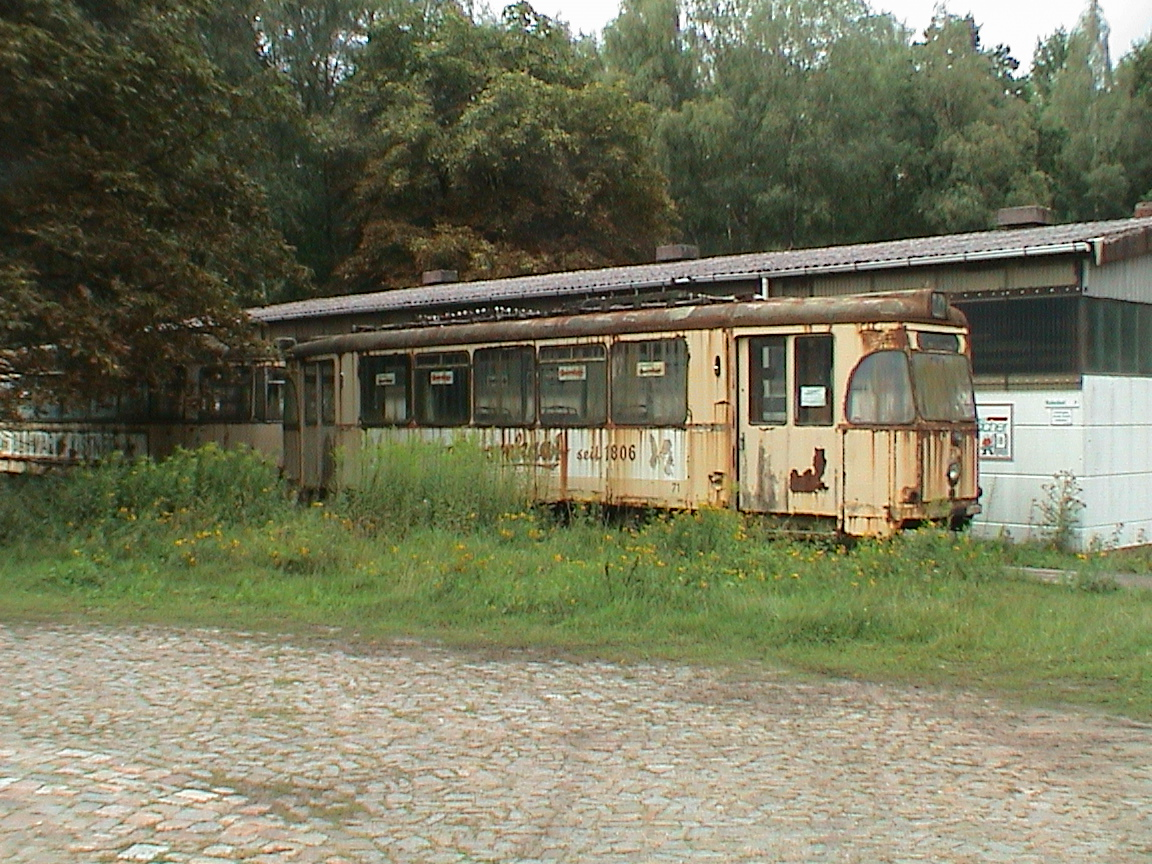
ブレーマーハーフェンで放置状態が続く電車（2010年撮影）

## 参考資料
- Frank Muth (2017-8). “Straßenbahn (fast) bis Amerika”. Strassenbahn Magazin (GeraMond Verlag GmbH):  58-63.